# Anne-Birthe Hove
Anne-Birthe Hove (1951-2012) est une artiste graphique groenlandaise reconnue pour ses estampes et illustrations explorant le paysage arctique et la relation entre l'homme et la nature. Selon le Nuuk Art Museum, elle s'est distinguée par une approche innovante de la gravure et de la lithographie. Son travail a fait l'objet d'un ouvrage d'analyse approfondie édité par J. Chemnitz, qui met en avant sa manière unique de capturer l'essence du Groenland.

## Biographie
Anne-Birthe Hove naît en 1951 à Aasiaat, au Groenland. Elle grandit dans cet environnement arctique qui a influencé son regard artistique. Après des études à l'Académie royale des beaux-arts du Danemark à Copenhague, elle retourne au Groenland, où elle enseigne et travaille en tant qu'artiste. D'après l'Arctic Arts Summit, Hove a toujours cherché à traduire son expérience personnelle de l'espace groenlandais en langage visuel. Chemnitz revient sur cette période et ses influences formatrices.

## Carrière
Anne-Birthe Hove a produit une série d'estampes marquantes inspirées de la nature arctique et des traces humaines dans ces paysages. Ses œuvres ont été exposées au Danemark, en Islande et aux îles Féroé. Selon Chemnitz, son style a évolué vers une plus grande abstraction avec le temps, tout en conservant une profonde connexion avec son environnement.
Elle a aussi illustré plusieurs séries de timbres-poste pour le Groenland, qui sont devenues emblématiques. Un article du Ny Carlsbergfondet met en avant son travail sur la série Artistic Testimony from Greenland, qui explore la transformation du paysage groenlandais.

## Œuvres
- Série d'estampes Gennem Isen (« À travers la glace ») : exploration des structures glaciaires et des fissures naturelles[8].
- Illustration de timbres-poste groenlandais – conception de visuels célèbres représentant des scènes de la vie traditionnelle groenlandaise[6].
- Expositions notables : événements majeurs à Nuuk, Copenhague et Stockholm[1].

## Reconnaissance
- Prix culturel groenlandais en 2012 pour son apport exceptionnel à l'art et à la culture groenlandaise[1]
- Son travail continue d’être exposé après sa mort, témoignant de son impact durable sur la scène artistique groenlandaise[3].
- L'ouvrage Anne-Birthe Hove analyse son héritage artistique en détail et revient sur ses inspirations et techniques[9]. Ce qui confirme son importance dans l’histoire de l’art groenlandais.